# Аншан (Кина)
Аншан (鞍山) град је Кини у покрајини Љаонинг. Према процени из 2009. у граду је живело 1.192.045 становника.

## Историја
Основан је као поштанска постаја 1387. године, утврђен 1587. године као део обрамбеног система династије Минг против растуће моћи Манџуа.
Уништен је у пожару за време Боксерске побуне, а претрпео је оштећења током Руско-јапанског рата (1904-05).
Тридесетих година двадесетог века Јапанци су окупирали Аншан и од њега направили центар за производњу челика.
Године 1944. град је бомбардовала америчка авијација, а Совјети су га опљачкали током Другог светског рата.
Кинези су га касније поново развили у индустријски центар који производи челик, цемент и хемикалије.

## Становништво
Према процени, у граду је 2009. живело 1.192.045 становника.
| 1990.     | 2000.     | 2009.     |
| --------- | --------- | --------- |
| 1.100.096 | 1.172.132 | 1.192.045 |